# 肝付町
肝付町（きもつきちょう）は、鹿児島県本土の東南部、大隅半島の東部にある町。2005年（平成17年）に旧高山町と旧内之浦町が合併して誕生した。肝属郡に属する。ロケット打ち上げ施設（内之浦宇宙空間観測所）があることで有名。

## 地理

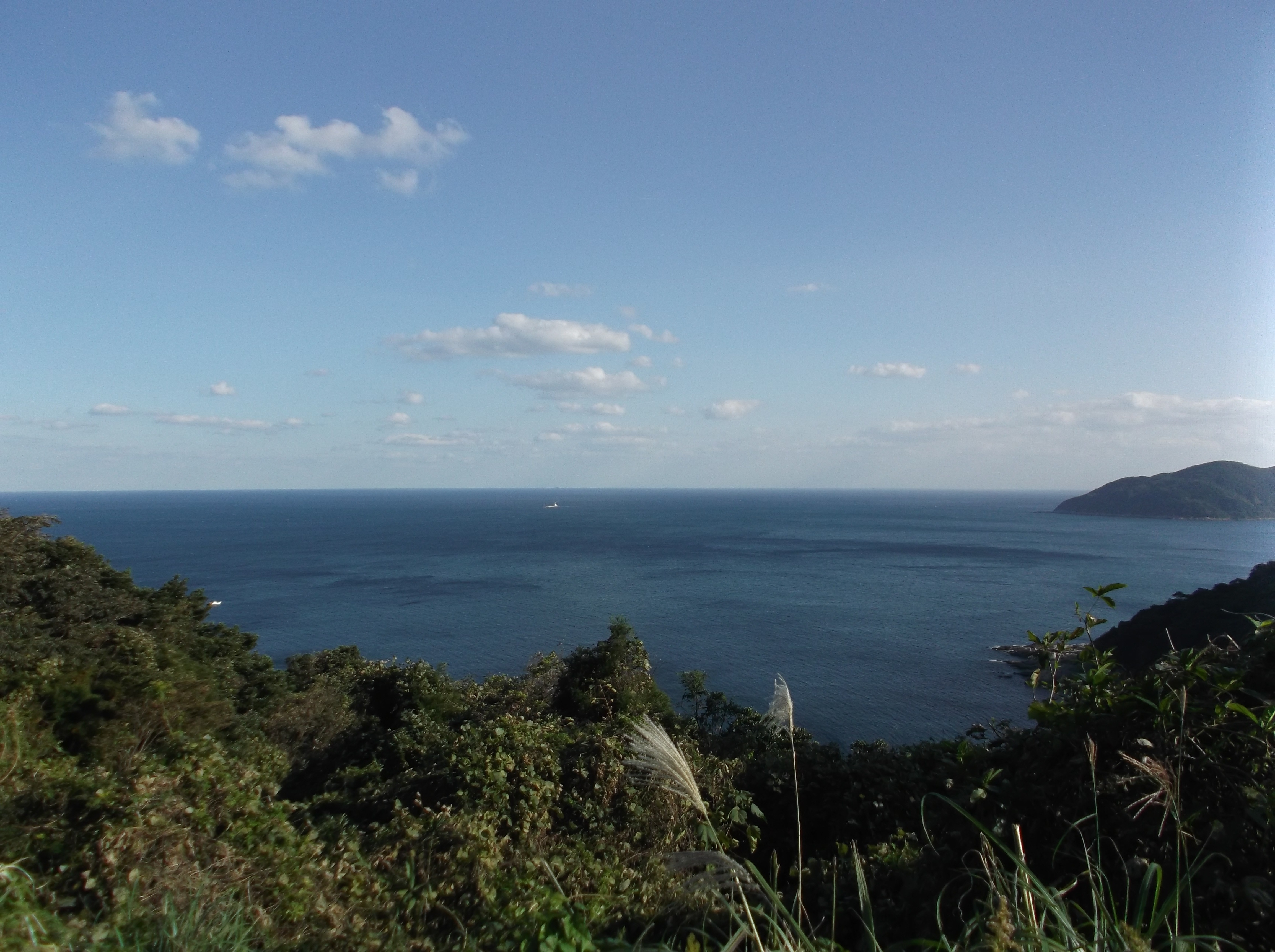
内之浦から眺める太平洋

大隅半島の東部に位置する。町域北西部の旧高山町の北部に肝属平野（肝属川の沖積平野）が広がるものの、その他の地域は肝属山地の一部を成す山地で占められており、旧内之浦町における平野部は総合支所周辺および岸良にみられる程度である。北西端にはシラス台地として著名な笠野原台地が広がり、国道220号が通過する。北部の東串良町および鹿屋市旧串良町との境界付近を肝属川が流れる。北東端部は志布志湾に、東端部は内之浦湾に、南東端部は太平洋にそれぞれ面する。
北西部の旧高山町と南東部の旧内之浦町とは国見山で隔てており、かつては両町の中心部の往来は国道448号経由で30分以上掛かった。2002年に国見山を貫く国見トンネル（県道561号）が開通することで移動時間が大幅に短縮されている。
また、志布志湾沖に埋め立てで造成された志布志国家石油備蓄基地のうち、南側の一部の区域が当町に属している。
- 山：黒尊岳・国見山・甫与志岳・叶岳
- 川：肝属川（支流：高山川）

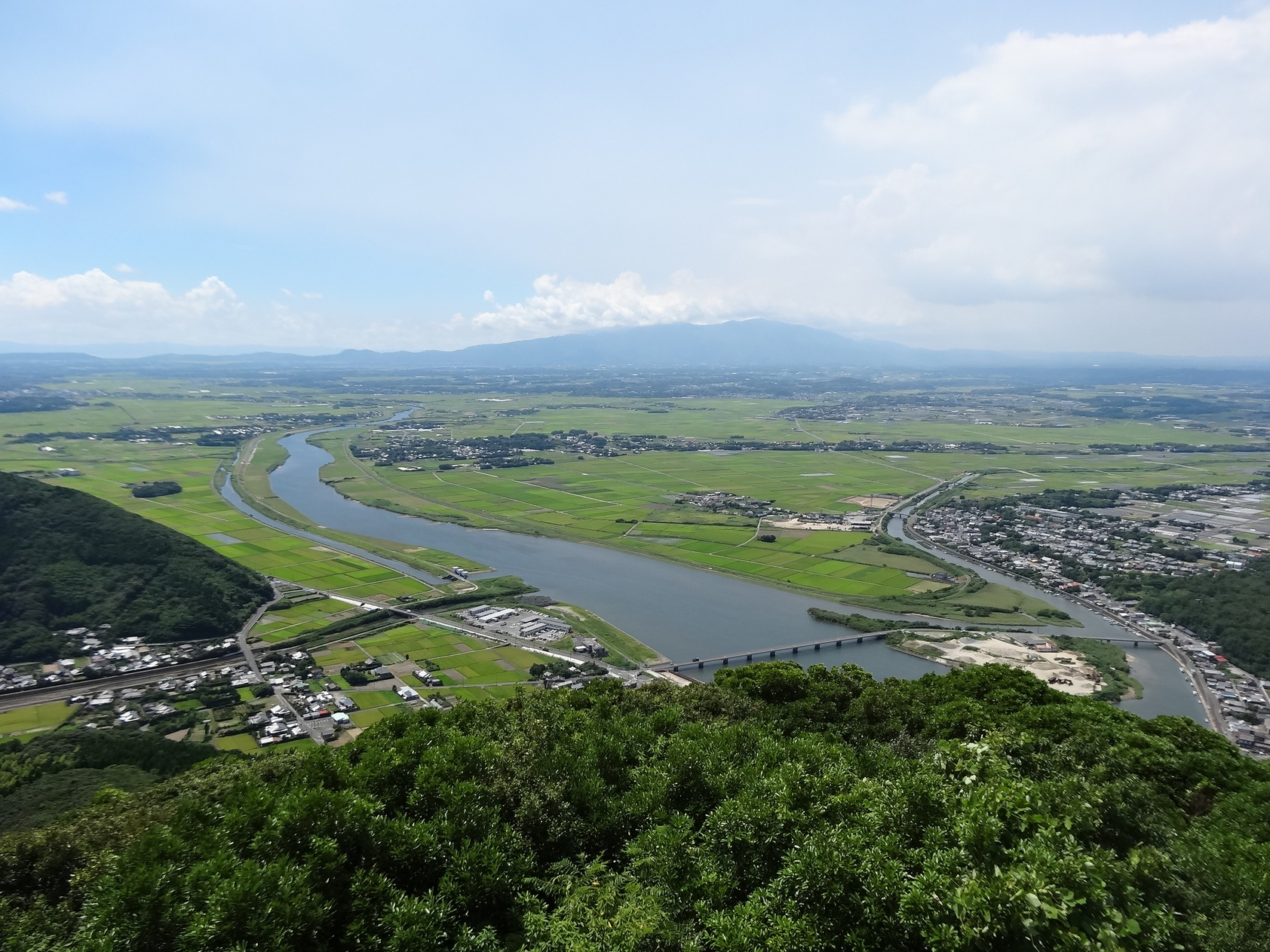
権現山から望む肝属平野（左側が肝付町域）
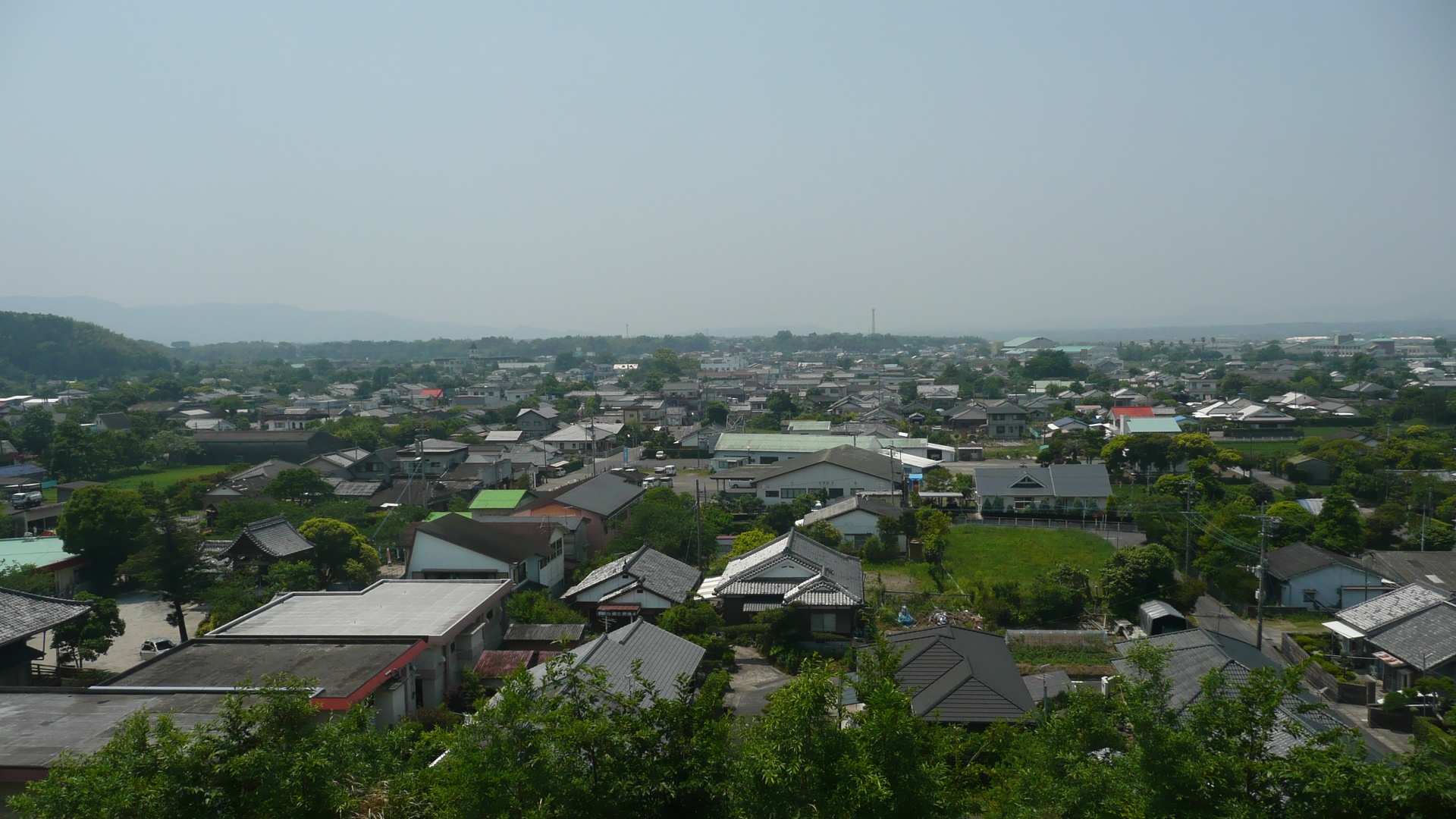
新富（町役場周辺、旧高山町）
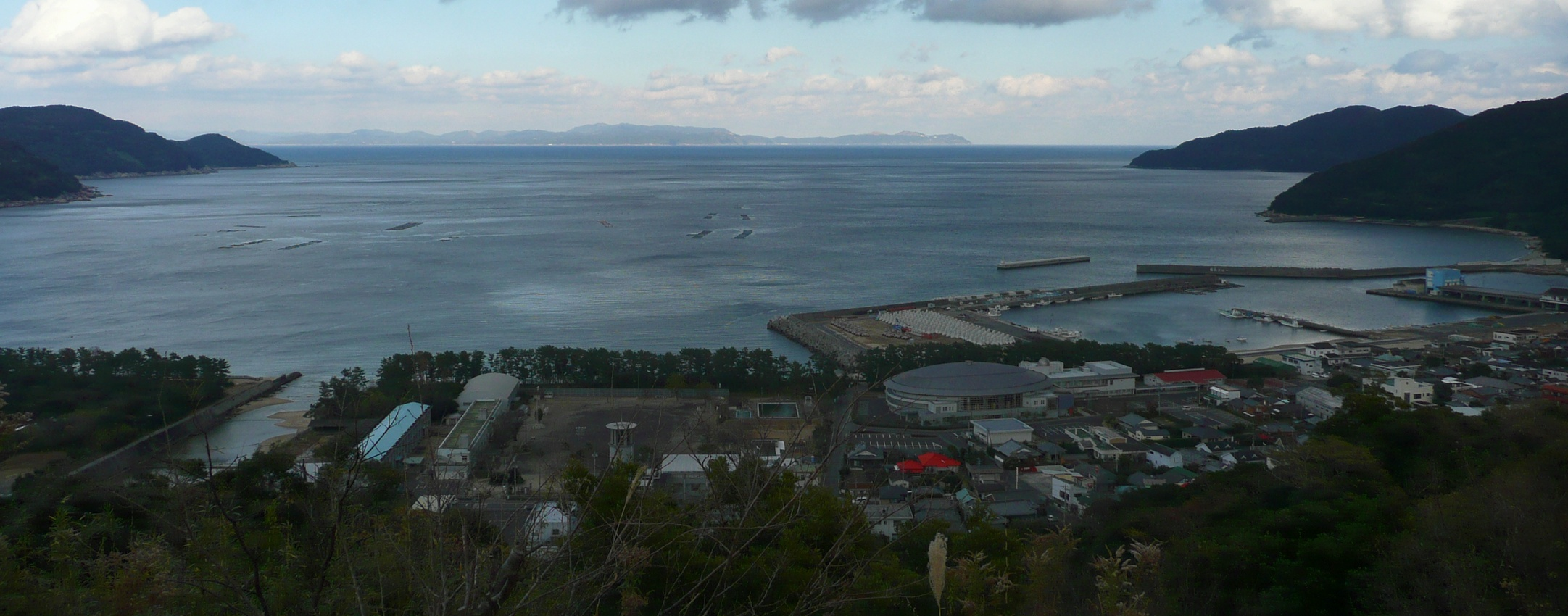
内之浦湾
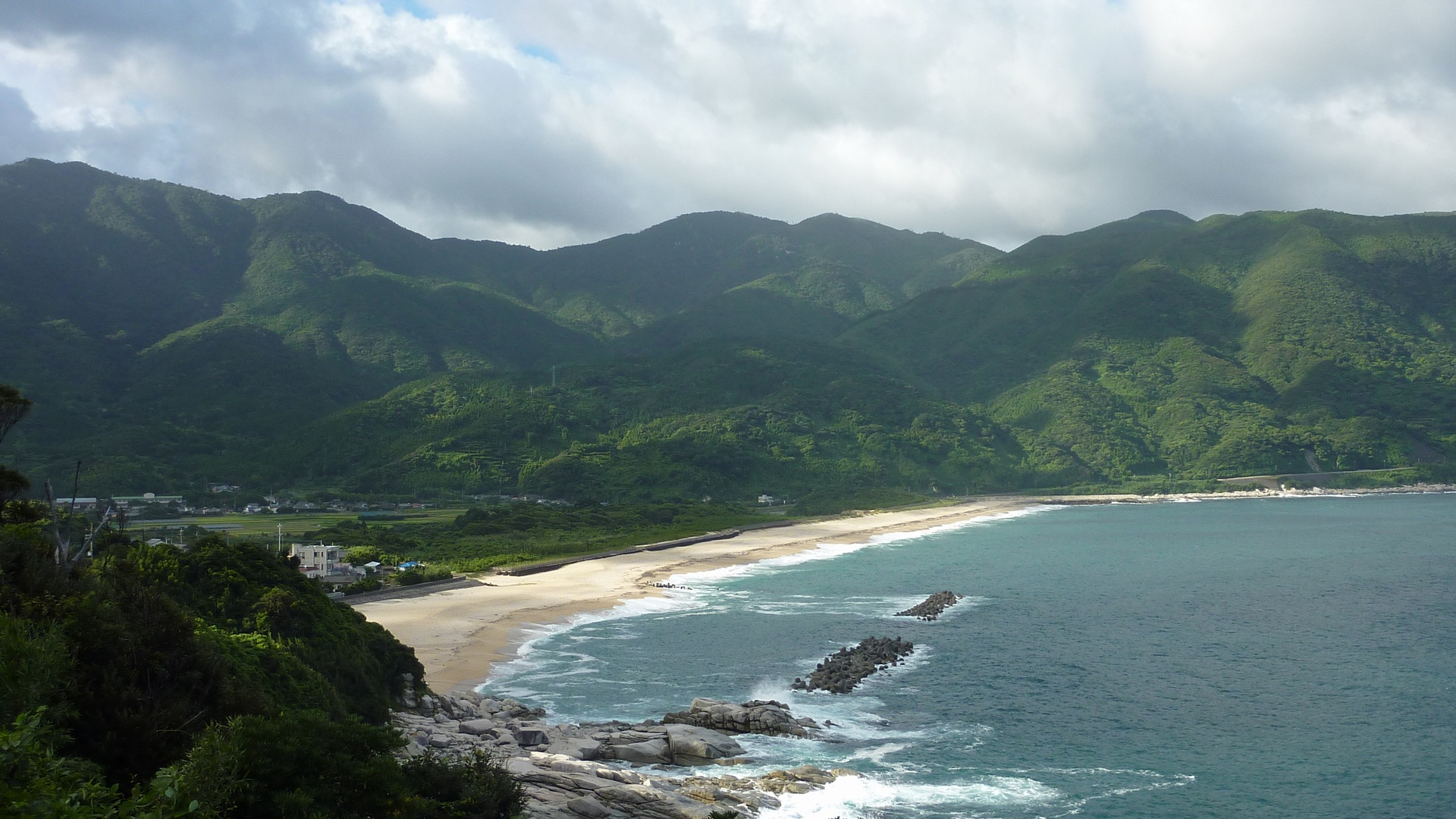
岸良海岸

### 気候
| 肝付前田（1991年 - 2020年）の気候  | 肝付前田（1991年 - 2020年）の気候 | 肝付前田（1991年 - 2020年）の気候 | 肝付前田（1991年 - 2020年）の気候 | 肝付前田（1991年 - 2020年）の気候 | 肝付前田（1991年 - 2020年）の気候 | 肝付前田（1991年 - 2020年）の気候 | 肝付前田（1991年 - 2020年）の気候 | 肝付前田（1991年 - 2020年）の気候 | 肝付前田（1991年 - 2020年）の気候 | 肝付前田（1991年 - 2020年）の気候 | 肝付前田（1991年 - 2020年）の気候 | 肝付前田（1991年 - 2020年）の気候 | 肝付前田（1991年 - 2020年）の気候 |
| 月                                 | 1月                               | 2月                               | 3月                               | 4月                               | 5月                               | 6月                               | 7月                               | 8月                               | 9月                               | 10月                              | 11月                              | 12月                              | 年                                |
| ---------------------------------- | --------------------------------- | --------------------------------- | --------------------------------- | --------------------------------- | --------------------------------- | --------------------------------- | --------------------------------- | --------------------------------- | --------------------------------- | --------------------------------- | --------------------------------- | --------------------------------- | --------------------------------- |
| 最高気温記録 °C （°F）             | 24.3 (75.7)                       | 24.3 (75.7)                       | 27.3 (81.1)                       | 29.7 (85.5)                       | 34.3 (93.7)                       | 35.2 (95.4)                       | 36.8 (98.2)                       | 38.5 (101.3)                      | 35.7 (96.3)                       | 34.1 (93.4)                       | 29.5 (85.1)                       | 26.3 (79.3)                       | 38.5 (101.3)                      |
| 平均最高気温 °C （°F）             | 13.1 (55.6)                       | 14.5 (58.1)                       | 17.4 (63.3)                       | 21.8 (71.2)                       | 25.3 (77.5)                       | 27.0 (80.6)                       | 31.4 (88.5)                       | 31.9 (89.4)                       | 29.4 (84.9)                       | 25.1 (77.2)                       | 20.1 (68.2)                       | 15.2 (59.4)                       | 22.7 (72.9)                       |
| 日平均気温 °C （°F）               | 7.6 (45.7)                        | 8.8 (47.8)                        | 11.8 (53.2)                       | 16.2 (61.2)                       | 20.1 (68.2)                       | 23.0 (73.4)                       | 26.9 (80.4)                       | 27.2 (81)                         | 24.5 (76.1)                       | 19.7 (67.5)                       | 14.5 (58.1)                       | 9.4 (48.9)                        | 17.5 (63.5)                       |
| 平均最低気温 °C （°F）             | 2.4 (36.3)                        | 3.4 (38.1)                        | 6.5 (43.7)                        | 10.9 (51.6)                       | 15.4 (59.7)                       | 19.7 (67.5)                       | 23.5 (74.3)                       | 23.8 (74.8)                       | 20.8 (69.4)                       | 15.1 (59.2)                       | 9.4 (48.9)                        | 4.0 (39.2)                        | 12.9 (55.2)                       |
| 最低気温記録 °C （°F）             | −6.4 (20.5)                       | −6.0 (21.2)                       | −3.5 (25.7)                       | 0.6 (33.1)                        | 5.3 (41.5)                        | 11.2 (52.2)                       | 15.3 (59.5)                       | 17.2 (63)                         | 10.6 (51.1)                       | 2.5 (36.5)                        | −1.8 (28.8)                       | −4.9 (23.2)                       | −6.4 (20.5)                       |
| 降水量 mm （inch）                 | 81.9 (3.224)                      | 115.6 (4.551)                     | 167.0 (6.575)                     | 193.5 (7.618)                     | 214.3 (8.437)                     | 579.5 (22.815)                    | 384.6 (15.142)                    | 294.3 (11.587)                    | 352.6 (13.882)                    | 169.7 (6.681)                     | 112.1 (4.413)                     | 82.6 (3.252)                      | 2,747.6 (108.173)                 |
| 平均降水日数 （≥1.0 mm）           | 8.2                               | 9.0                               | 12.2                              | 11.0                              | 10.8                              | 17.4                              | 12.5                              | 13.2                              | 12.1                              | 8.2                               | 8.1                               | 7.4                               | 130.1                             |
| 平均月間日照時間                   | 138.3                             | 141.2                             | 160.9                             | 168.7                             | 161.7                             | 96.7                              | 177.0                             | 191.1                             | 155.4                             | 170.2                             | 151.2                             | 140.8                             | 1,852.9                           |
| 出典1：Japan Meteorological Agency |                                   |                                   |                                   |                                   |                                   |                                   |                                   |                                   |                                   |                                   |                                   |                                   |                                   |
| 出典2：気象庁                      |                                   |                                   |                                   |                                   |                                   |                                   |                                   |                                   |                                   |                                   |                                   |                                   |                                   |

| 内之浦（1991年 - 2020年）の気候    | 内之浦（1991年 - 2020年）の気候 | 内之浦（1991年 - 2020年）の気候 | 内之浦（1991年 - 2020年）の気候 | 内之浦（1991年 - 2020年）の気候 | 内之浦（1991年 - 2020年）の気候 | 内之浦（1991年 - 2020年）の気候 | 内之浦（1991年 - 2020年）の気候 | 内之浦（1991年 - 2020年）の気候 | 内之浦（1991年 - 2020年）の気候 | 内之浦（1991年 - 2020年）の気候 | 内之浦（1991年 - 2020年）の気候 | 内之浦（1991年 - 2020年）の気候 | 内之浦（1991年 - 2020年）の気候 |
| 月                                 | 1月                             | 2月                             | 3月                             | 4月                             | 5月                             | 6月                             | 7月                             | 8月                             | 9月                             | 10月                            | 11月                            | 12月                            | 年                              |
| ---------------------------------- | ------------------------------- | ------------------------------- | ------------------------------- | ------------------------------- | ------------------------------- | ------------------------------- | ------------------------------- | ------------------------------- | ------------------------------- | ------------------------------- | ------------------------------- | ------------------------------- | ------------------------------- |
| 最高気温記録 °C （°F）             | 23.8 (74.8)                     | 24.4 (75.9)                     | 27.5 (81.5)                     | 29.3 (84.7)                     | 33.1 (91.6)                     | 33.9 (93)                       | 37.2 (99)                       | 36.9 (98.4)                     | 34.6 (94.3)                     | 33.5 (92.3)                     | 31.2 (88.2)                     | 26.3 (79.3)                     | 37.2 (99)                       |
| 平均最高気温 °C （°F）             | 13.6 (56.5)                     | 14.8 (58.6)                     | 17.6 (63.7)                     | 21.7 (71.1)                     | 25.2 (77.4)                     | 27.3 (81.1)                     | 31.5 (88.7)                     | 32.0 (89.6)                     | 29.5 (85.1)                     | 25.4 (77.7)                     | 20.6 (69.1)                     | 15.7 (60.3)                     | 22.9 (73.2)                     |
| 日平均気温 °C （°F）               | 8.7 (47.7)                      | 9.8 (49.6)                      | 12.6 (54.7)                     | 16.6 (61.9)                     | 20.2 (68.4)                     | 23.2 (73.8)                     | 26.9 (80.4)                     | 27.3 (81.1)                     | 24.9 (76.8)                     | 20.4 (68.7)                     | 15.4 (59.7)                     | 10.6 (51.1)                     | 18.0 (64.4)                     |
| 平均最低気温 °C （°F）             | 3.8 (38.8)                      | 4.8 (40.6)                      | 7.7 (45.9)                      | 11.5 (52.7)                     | 15.5 (59.9)                     | 19.7 (67.5)                     | 23.2 (73.8)                     | 23.8 (74.8)                     | 21.3 (70.3)                     | 16.1 (61)                       | 10.7 (51.3)                     | 5.6 (42.1)                      | 13.6 (56.5)                     |
| 最低気温記録 °C （°F）             | −5.2 (22.6)                     | −5.3 (22.5)                     | −2.4 (27.7)                     | 1.8 (35.2)                      | 4.6 (40.3)                      | 10.6 (51.1)                     | 14.7 (58.5)                     | 17.9 (64.2)                     | 12.3 (54.1)                     | 5.6 (42.1)                      | 0.4 (32.7)                      | −2.8 (27)                       | −5.3 (22.5)                     |
| 降水量 mm （inch）                 | 116.4 (4.583)                   | 175.3 (6.902)                   | 260.2 (10.244)                  | 323.4 (12.732)                  | 323.3 (12.728)                  | 666.6 (26.244)                  | 368.2 (14.496)                  | 244.0 (9.606)                   | 352.1 (13.862)                  | 186.6 (7.346)                   | 167.2 (6.583)                   | 115.3 (4.539)                   | 3,233.5 (127.303)               |
| 平均降水日数 （≥1.0 mm）           | 8.1                             | 9.4                             | 12.7                            | 11.1                            | 11.6                            | 17.6                            | 12.0                            | 13.4                            | 13.2                            | 9.1                             | 8.6                             | 7.8                             | 133.7                           |
| 平均月間日照時間                   | 140.7                           | 131.9                           | 153.6                           | 162.8                           | 165.2                           | 96.6                            | 181.2                           | 184.5                           | 143.5                           | 157.9                           | 145.7                           | 138.6                           | 1,802                           |
| 出典1：Japan Meteorological Agency |                                 |                                 |                                 |                                 |                                 |                                 |                                 |                                 |                                 |                                 |                                 |                                 |                                 |
| 出典2：気象庁                      |                                 |                                 |                                 |                                 |                                 |                                 |                                 |                                 |                                 |                                 |                                 |                                 |                                 |

### 隣接する自治体
北から西にかけて鹿屋市、北に肝属郡東串良町、南西に錦江町と南大隅町が隣接している。

### 地名
旧内之浦町
- 岸良
- 北方
- 南方

旧高山町
- 後田
- 富山
- 新富
- 野崎
- 波見
- 前田
- 宮下

## 歴史
詳細は高山町 (鹿児島県)#歴史・内之浦町#歴史を参照。
高山・内之浦には大隅国設置時から常に肝属郡に属していたことや、中世に一貫して肝付氏の支配を受けていたこと、昭和の大合併を経験していないことなどの共通点がある。
- 1889年4月1日 - 町村制実施に伴い、高山郷・内之浦郷（外城制参照）がそのまま高山村・内之浦村となる。
- 1932年4月1日 - 高山村が町制施行、高山町となる。
- 1932年10月1日 - 内之浦村が町制施行、内之浦町となる。
- 2005年7月1日 - 高山町・内之浦町が合併（新設合併）し、肝付町となる。

### 合併の経緯
平成の大合併では、高山町・内之浦町・串良町・東串良町の4町で2003年4月に肝属東部合併協議会を設置した。しかし、同年10月に串良町が鹿屋市との合併を望んだために協議会から離脱し、東串良町議会でも協議会からの離脱が可決。2004年1月には合併協議会の枠組みを3町に変更する議案も否決されるなど、合併協議会は機能不全状態に陥った。2005年3月の旧合併特例法の期限までの合併実現が不透明となったことから、高山町と内之浦町は2004年3月に肝属東部合併協議会を休止し、新たに肝属合併協議会を設置した。
新町の名称は2004年5月中旬から6月15日にかけて公募され、214種類・632通の応募があった。この中で最も応募数が多かったのは「国見町」（両町の中心に位置する国見連山や両町を結ぶ国見トンネルに由来）で145通が寄せられていた。2位は「高浦町」（高山と内之浦の合成地名）で48通、以下「肝属町」（肝属郡に由来）「きもつき町」「くにみ町」と続き、町名として採用された「肝付町」（肝付氏に由来）は6位（26通）に過ぎなかった。公募の結果をふまえて合併協議会では10種類に絞ったうえで委員による投票を実施。ここでは「肝属町」がトップとなり、以下「国見町」「肝付町」と続いた。
名称が決定されたのは2004年7月8日の第7回合併協議会であった。国見町は「高山町に国見小学校・国見中学校が存在していること」「長崎県の国見町（現在の雲仙市）に知名度で劣ること」を問題視され、最終的には「肝付」と「肝属」の投票となった。投票の結果「肝付」が「肝属」を3票上回り（9対6）、新町名が「肝付町」と決定された。こうした経緯から肝付町の名称の由来は「地域に馴染み深い名称」とだけされている。
当初の合併予定日は合併特例法の期限切れ直前の2005年3月22日であった。これが7月1日に変更されたのは、東串良町が2004年10月に住民投票条例を施行し合併に参加する可能性が浮上したことと、「2005年3月までに鹿児島県知事に合併を申請し2006年3月までに合併すれば、旧合併特例法が適用される」という経過措置があったためである。
県からは2005年3月9日に、国からは3月30日に合併が告示され、同年7月1日に肝付町が発足した。合併後の地名は「肝付町○○」（新富の場合は「肝付町新富」）となり、「高山」「内之浦」は住所としては使用されていない。

## 行政
- 町長：永野和行（第2代、2009年7月-）
  - 初代町長：倉岡哲哉（旧高山町長）

新富に国土交通省九州地方整備局・大隅河川国道事務所が設置されている。
町役場
合併により旧高山町役場を役場本庁とし、内之浦町役場は内之浦総合支所となった。

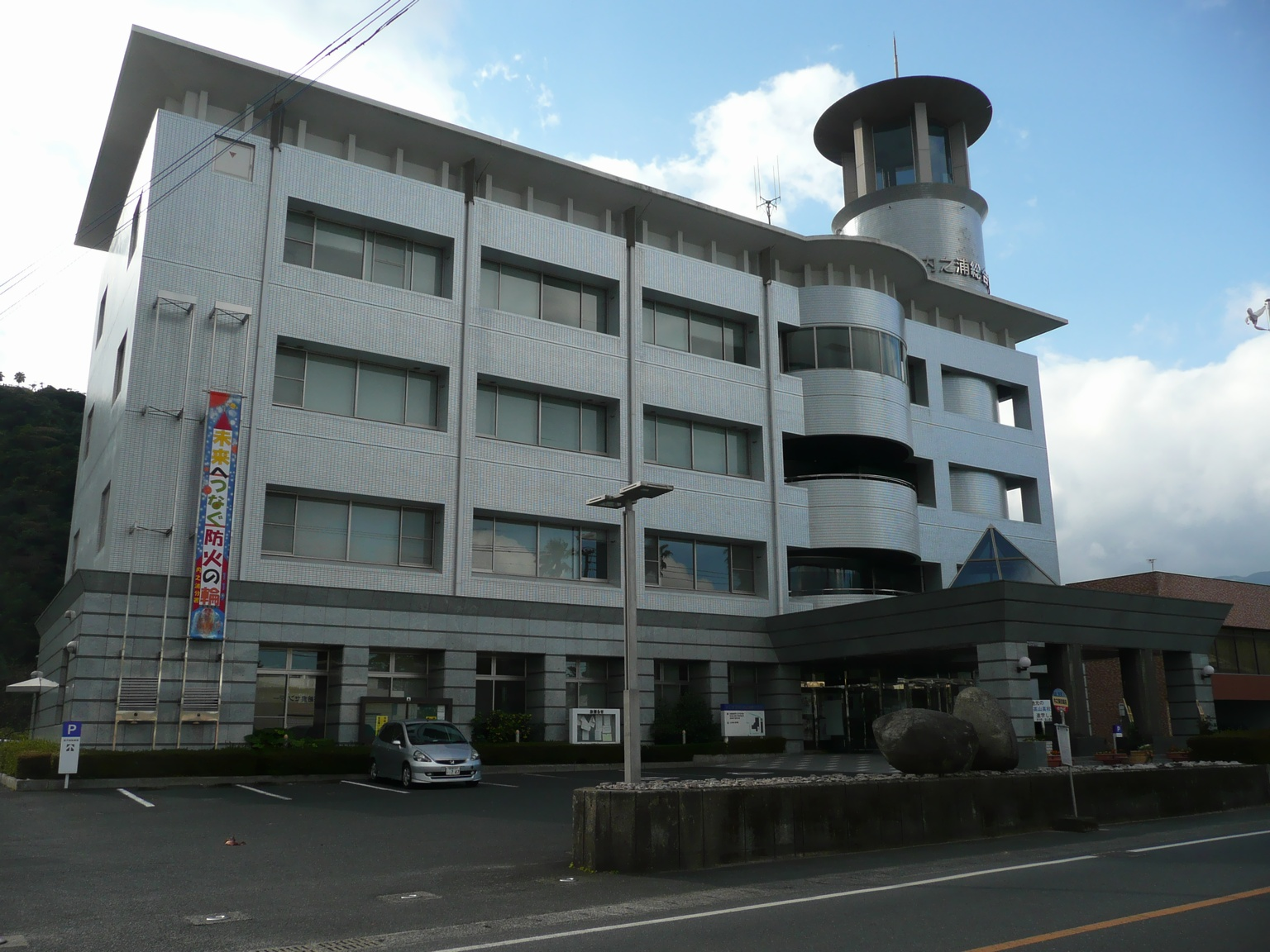
内之浦総合支所
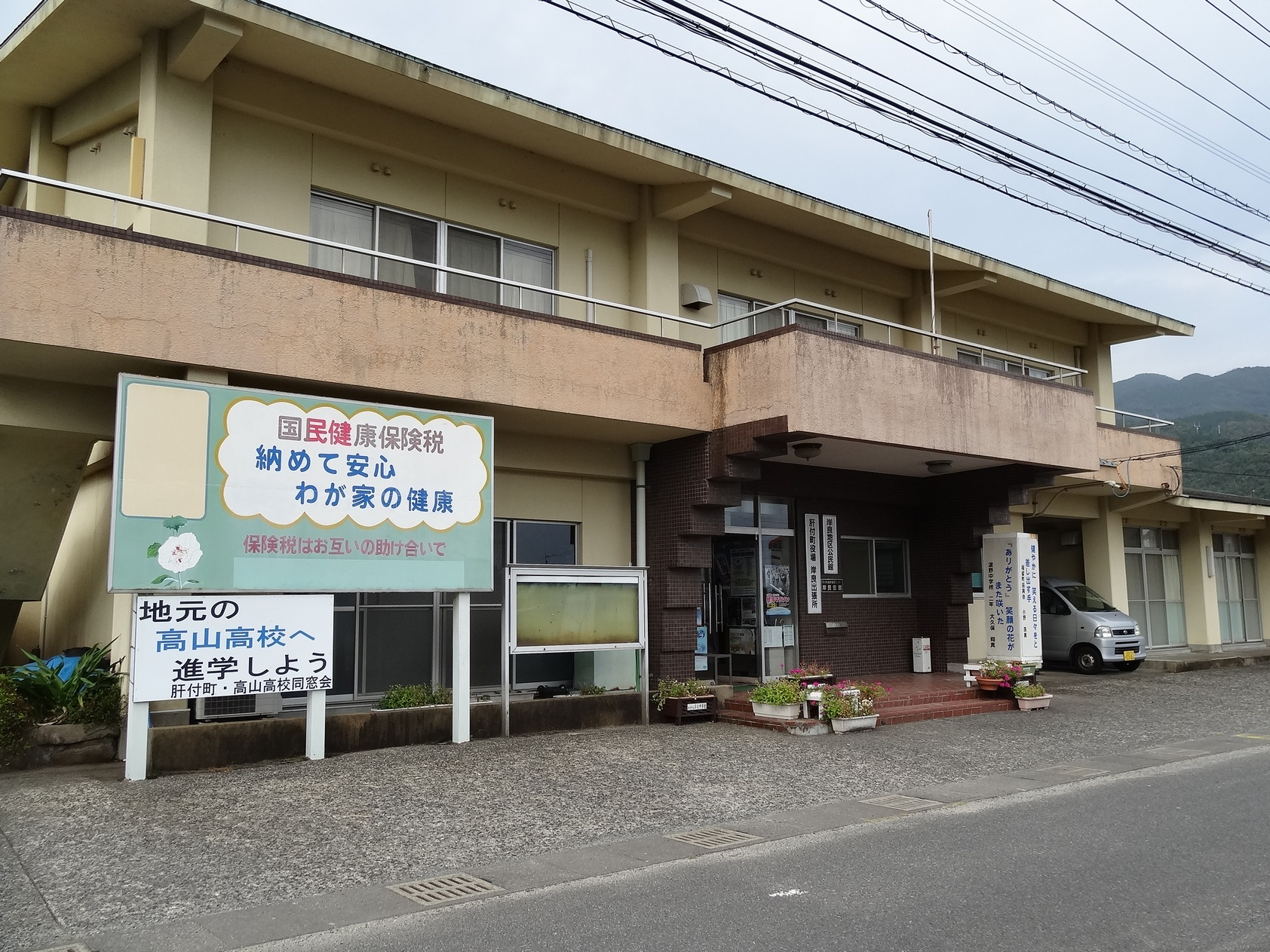
岸良出張所

警察

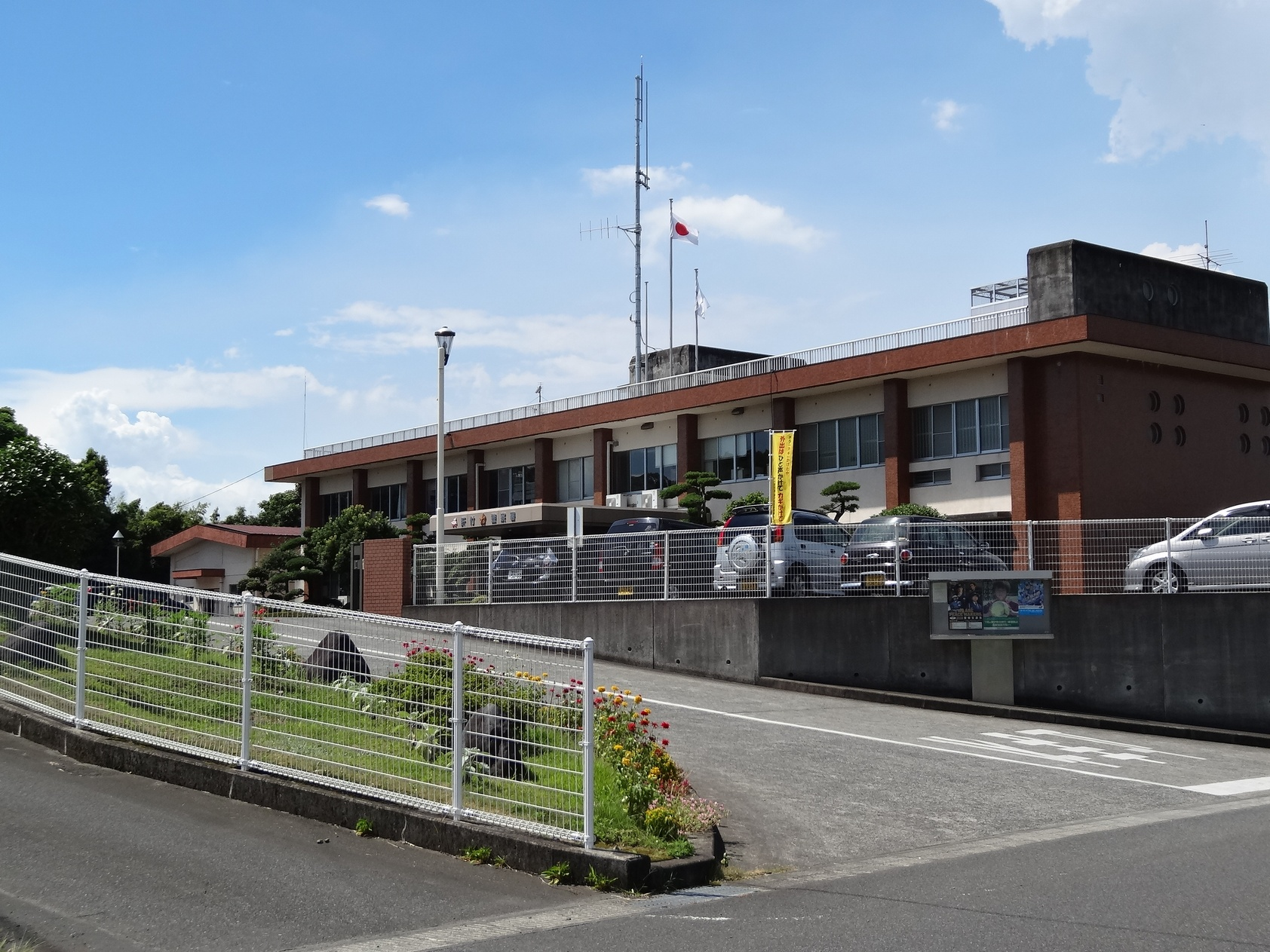
肝付警察署

- 鹿児島県警察：肝付警察署（旧高山警察署） - 肝付町・東串良町を管轄。平成の大合併以前は鹿屋市のうち旧串良町域も対象。

## 姉妹都市・提携都市

### 銀河連邦
内之浦町は旧宇宙科学研究所（現・宇宙航空研究開発機構宇宙科学研究所）の研究施設がある自治体同士で締結された友好都市関係「銀河連邦」を構成する自治体の1つであり、「ウチノウラ共和国」を名乗っていた（詳細は銀河連邦の項を参照）。この友好関係は新町にも引き継がれている。1987年11月8日締結、2010年4月1日に北海道大樹町が加盟した。
- 岩手県大船渡市（サンリクオオフナト共和国）
- 秋田県能代市（ノシロ共和国）
- 長野県佐久市（サク共和国）
- 神奈川県相模原市（サガミハラ共和国）
- 北海道大樹町（タイキ共和国）

### 宇宙兄弟都市
肝付町は種子島宇宙センターのある南種子町と「宇宙兄弟都市宣言」を2013年7月3日に締結した。「宇宙兄弟」の呼称は漫画・アニメ作品『宇宙兄弟』に由来するものであり、宣言書にも同作品の主人公である南波兄弟のイラストが使用されている。

## 地域

### 人口
| |                                        |  |
| 肝付町と全国の年齢別人口分布（2005年） | 肝付町の年齢・男女別人口分布（2005年） |  |
| ■紫色 ― 肝付町 ■緑色 ― 日本全国 | ■青色 ― 男性 ■赤色 ― 女性              |  |
| 肝付町（に相当する地域）の人口の推移 \| 1970年（昭和45年） \| 25,433人 \| \| \| 1975年（昭和50年） \| 23,892人 \| \| \| 1980年（昭和55年） \| 23,361人 \| \| \| 1985年（昭和60年） \| 22,955人 \| \| \| 1990年（平成2年） \| 21,542人 \| \| \| 1995年（平成7年） \| 20,317人 \| \| \| 2000年（平成12年） \| 19,523人 \| \| \| 2005年（平成17年） \| 18,307人 \| \| \| 2010年（平成22年） \| 17,160人 \| \| \| 2015年（平成27年） \| 15,664人 \| \| \| 2020年（令和2年） \| 14,227人 \| \| |                                        |  |
| 総務省統計局 国勢調査より |                                        |  |
| 1970年（昭和45年） | 25,433人                               |  |
| 1975年（昭和50年） | 23,892人                               |  |
| 1980年（昭和55年） | 23,361人                               |  |
| 1985年（昭和60年） | 22,955人                               |  |
| 1990年（平成2年） | 21,542人                               |  |
| 1995年（平成7年） | 20,317人                               |  |
| 2000年（平成12年） | 19,523人                               |  |
| 2005年（平成17年） | 18,307人                               |  |
| 2010年（平成22年） | 17,160人                               |  |
| 2015年（平成27年） | 15,664人                               |  |
| 2020年（令和2年） | 14,227人                               |  |

### 教育
高等学校
- 鹿児島県立楠隼高等学校 ※中高併設

義務教育学校
- 肝付町立岸良学園

中学校
- 肝付町立内之浦中学校
- 肝付町立高山中学校
- 肝付町立波野中学校
- 肝付町立国見中学校
- 鹿児島県立楠隼中学校 ※中高併設

小学校
- 肝付町立内之浦小学校
- 肝付町立高山小学校
- 肝付町立波野小学校
- 肝付町立宮富小学校
- 肝付町立国見小学校

各種学校
- 高山准看護学校（肝付町立）

## 交通
最寄り空港は宮崎空港または鹿児島空港。最寄り鉄道駅は九州旅客鉄道（JR九州）志布志駅。以前（国鉄時代）は、大隅線の大隅高山駅があった。

### 道路
- 高速道路

最寄りインターチェンジは、東九州自動車道都城インターチェンジまたは東九州自動車道末吉財部インターチェンジ。
- 一般国道
  - 国道448号 - 海岸線沿いを周回する。
  - 国道220号 - 旧高山町の北端をかすめる程度。
- 都道府県道
  - 鹿児島県道68号鹿屋吾平佐多線
  - 鹿児島県道73号鹿屋高山串良線
  - 鹿児島県道74号内之浦佐多線
  - 鹿児島県道520号永吉高山線
  - 鹿児島県道539号高山吾平線
  - 鹿児島県道542号岸良高山線
  - 鹿児島県道544号折生野神野吾平線
  - 鹿児島県道554号後田富山線
  - 鹿児島県道561号神之川内之浦線

### バス
- 鹿児島交通 - 鹿屋市と肝付町を結ぶ路線を運行する。
  - 鹿屋 - 吾平 - 高山 - 有明 - 内之浦

## マスメディア
町内を拠点とする放送局として、おおすみFMネットワークを構成するコミュニティFMのきもつきコミュニティ放送（FMきもつき、80.2MHz）があり、ほとんどの時間帯でFMかのや・志布志・たるみずとの同時放送を実施している。
テレビ
鹿児島県の放送局とともに、旧高山町を中心に宮崎県の放送局（鰐塚山送信所）も受信できる。地上デジタルテレビジョン放送は、鹿児島県の放送局は旧高山町（鹿屋中継局受信）が2007年10月、旧内之浦町（内之浦中継局・田代中継局受信）が2009年5月にそれぞれ本放送を開始した（宮崎県の放送局も受信できる場合は2006年12月から視聴可能）。
ラジオ
- AM

鹿児島・宮崎の局を受信可能。
- FM

鹿児島・宮崎の県域局、コミュニティFMのFMきもつきが旧内之浦町の一部以外で受信可能。
新聞
県紙である南日本新聞（鹿児島市）、大隅半島をエリアとする夕刊紙の南九州新聞（鹿屋市）、その他一部全国紙・ブロック紙を購読可能。

## 名所・旧跡・観光スポット・祭事・催事
名所旧跡など
- やぶさめの里総合公園
- 二階堂家住宅（国の重要文化財）

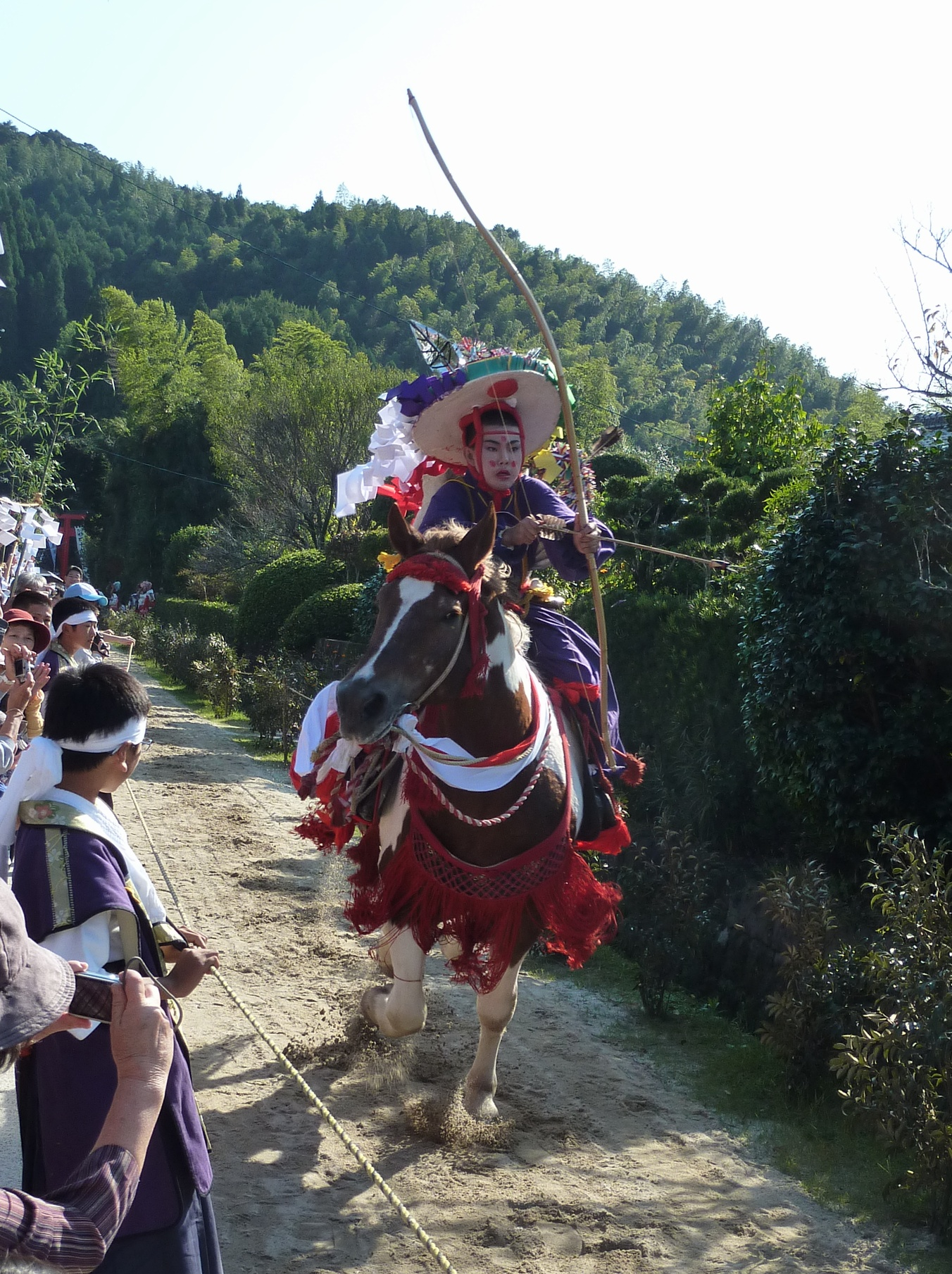
流鏑馬

- 旧肝付町立川上中学校本校舎（国の登録有形文化財）
- 塚崎古墳群（国の史跡）
  - 花牟礼古墳（塚崎40号墳）：日本最南端の前方後円墳。
- 高山城跡（国の史跡）
- 四十九所神社 - 高山流鏑馬が10月第3日曜日に実施される。
- 轟の滝
- 内之浦宇宙空間観測所
- 大隅南部県立自然公園

祭事
- ドヤドヤサー：1月7日
- 本町の八月踊り：隔年（偶数年）9月第4土曜日の夜

- やぶさめ祭り：10月第3日曜日
- 銀河連邦ウチノウラ共和国建国記念「うちのうら銀河マラソン」：11月

妖怪
- 一反木綿

## 著名な出身者
- 二階堂進（国会議員、旧高山町出身）
- 鶴岡慎也（プロ野球選手、旧高山町出身）
- 早乙女愛 （日本の女優、旧高山町出身）
- 榮倉奈々 （日本の女優、旧内之浦町出身）
- 戸柱恭孝（プロ野球選手、旧内之浦町出身）